# Aéroport international d'Albany
L'aéroport international d'Albany (code IATA : ALB • code OACI : KALB • code FAA : ALB) dessert la ville d'Albany dans l'État de New York, aux États-Unis. C’est un aéroport public géré par l’Albany County Airport Authority.

## Confusions possibles
- Albany (Australie-Occidentale) (en) dans Albany, Australie-Occidentale
- Albany Municipal Airport (Oregon) dans Albany (Oregon), États-Unis (FAA: S12)
- Albany Municipal Airport (Missouri) dans Albany (Missouri), États-Unis (FAA: K19)
- Albany Municipal Airport (Texas) dans Albany (Texas), États-Unis (FAA: T23)

## Situation
L’aéroport est situé à Colonie, à une dizaine de kilomètres au nord du centre d’Alabamy, au centre de l’état de New-York dont elle est la capitale. Il est desservi par l’Interstate 87.

## Histoire
Un premier aéroport est créé en 1908, sur un ancien terrain de polo. Celui-ci est déménagé en 1909 sur le site de Castle Island. Puis en 1928 un nouvel aéroport est construit à Colonie, New York, à proximité du site de 1908.

## Installations
L’aéroport est équipé de deux pistes en asphalte, orientées nord/sud et est/ouest :
- 01/09, longue de 2 591 m et large de 46 m.
- 10/28, longue de 2 195 m et large de 46 m.

## Compagnies et destinations
| Compagnies         | Destinations |
| ------------------ | --- |
| Allegiant Air      | Orlando-Sanford, Punta Gorda (Floride), Savannah, St. Petersburg-Clearwater En saison : Myrtle Beach                                  |
| American Airlines  | Charlotte-Douglas |
| American Eagle     | Charlotte-Douglas, Chicago-O'Hare, Philadelphie, Washington-Reagan                                                                    |
| Delta Air Lines    | Atlanta H.-Jackson, Détroit En saison : Minneapolis-Saint-Paul                                                                        |
| Delta Connection   | Détroit En saison : Minneapolis-Saint-Paul                                                                                            |
| Frontier Airlines  | En saison : Denver, Fort Myers, Orlando, Raleigh-Durham                                                                               |
| JetBlue Airways    | Fort Lauderdale-Hollywood, Orlando |
| Southwest Airlines | Baltimore-T. Marshall, Chicago-Midway, Orlando, Tampa En saison : Denver, Fort Lauderdale-Hollywood, Fort Myers, Las Vegas-Harry-Reid |
| United Airlines    | Chicago-O'Hare |
| United Express     | Chicago-O'Hare, Newark-Liberty, Washington-Dulles                                                                                     |

Édité le 23/03/2019

## Incident et accidents
Depuis sa création l’aéroport a été le théâtre de deux accidents.
Le 16 septembre 1953 le vol 763 de l’American Airlines, un Convair 240 assurant la liaison Boston-Buffalo avec de nombreuses escales (Springfield, Alabany, Syracuse, Rochester, Buffalo et Detroit), s’est écrasé à l’atterrissage. Les vingt-huit personnes à bord, vingt-cinq passagers et trois membres d’équipages, sont morts dans l’accident.
Le 3 mars 1972 le vol 405 de la Mohawk Airlines, un Fairchild FH-227 assurant la liaison New-York - Alabany c’est écrasé sur une habitation à environ cinq kilomètres au sud de l’aéroport pendant qu’il était en phase d’approche sur la piste 01. Le crash fait dix-sept victimes : seize des quarante-huit personnes à bord et une personne au sol.